# 虹彩認識

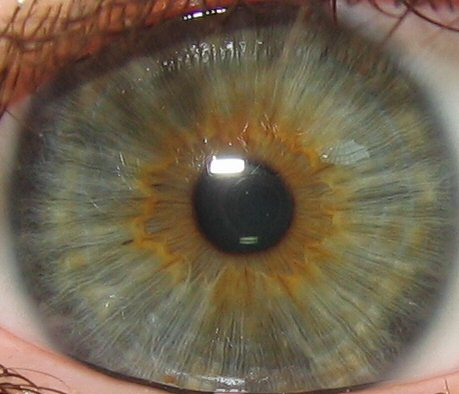
虹彩とは、瞳孔のまわりの色のついた部分。その上を覆う角膜は透明なので見えない。

虹彩認識（こうさいにんしき、 英語: Iris recognition）とは、生体認証技法の1つで、個人の目の虹彩の高解像度の画像にパターン認識技術を応用して行われる。虹彩認証（こうさいにんしょう）とも。網膜スキャンとは異なる。

## 概説
虹彩の複雑な模様を画像として得るため、角膜からの鏡面反射をなるべく起こさないよう、かすかな赤外線照明を用いてカメラで撮影する。その画像をデジタルに変換し、数学的処理を施すことで、個人に固有な特徴を抽出する（これをデジタルテンプレートと呼ぶ）。
虹彩認識の認識力は、眼鏡やコンタクトレンズをしていてもほとんど落ちない。ほとんどの個人に適用可能な生体認証技術であり、1度デジタルテンプレートを作成すれば、外傷などを負わない限り、生涯に渡って利用可能である。
虹彩認識を実現するには、高精細な画像撮影技術と1対多マッチングの技術（高速な比較技法）が必要とされ、John G. Daugman（ケンブリッジ大学コンピュータ研究所）がこの分野の基本特許を取得している。それを利用して韓国のLG電子が虹彩認識システム（IrisAccess）を設計開発し、それが商用化の端緒となった。Daugman のアルゴリズムは、（2006年現在の）商用虹彩認識システムのほとんどすべてで利用されている。誤認率は極めて低く、実際に Daugman のアルゴリズムで別人の虹彩を同一と判定した例は知られていない。評価では（比較のために）マッチングしきい値が 10-3 から 10-4 とされた。IrisCode の相違認識率は、指一本での指紋認証とほぼ同程度とされている。

## 原理
虹彩認識アルゴリズムでは、まず画像の中から虹彩に相当する部分を抜き出す必要がある。次に、虹彩部分だけの画像をあるビット列に変換する。このビット列には他の虹彩画像との統計的に意味の有る比較が可能なだけの基本的情報が含まれている。このような写真画像の非可逆な圧縮に数学的手法が使われている。Daugman のアルゴリズムでは、ガボールフィルタによるウェーブレット変換を使って、現状のカメラの解像度を考慮した最善のSN比を持つ空間周波数範囲を抜き出す。結果として、虹彩画像のローカルな振幅と位相情報を含む複素数群が得られる。Daugman のアルゴリズムでは、全ての振幅情報が捨てられ、結果として得られる 2048 ビットには、虹彩画像のガボール領域表現の複素数の符号ビットだけを含んでいる。振幅情報を捨てることで、照明の変化や虹彩の色の影響をなくし、生体認証情報として長期に安定して利用できるテンプレートとなる。個体識別（1対多マッチング）や個人認証（1対1マッチング）に利用する場合、虹彩の画像からテンプレートを作成し、データベースに格納されているテンプレートの値と比較する。それらのハミング距離がしきい値より小さければ、一致していると判断される。
虹彩認識の実用上の問題として、虹彩が意識して目を広げない限り、まぶたやまつげに一部が覆われている点が挙げられる。誤って不一致とされる可能性を減らすためには、まぶたやまつげに覆われている部分を識別して除外し、それ以外の部分だけでテンプレートを作成して比較するという追加のアルゴリズムが必要となる。

## 利点
虹彩は生体認証には理想的とされている。それには、以下のような理由がある。
- 体内の組織であって、まぶたや角膜などで何重にも保護されている。この点が指を酷使する仕事を長年していると同一性が確認困難となる指紋と異なる。
- 虹彩はほとんど平坦で形状が変化するのは瞳孔の大きさだけである。このため顔などに比べると形状が一定していると言える。
- 虹彩には指紋と同様に細かい模様があり、そのパターンは妊娠中にランダムに決定される。そのため一卵性双生児であっても虹彩の模様は異なる。
- 虹彩認識は数メートル離れた地点からの撮影で十分であり、人間が何かの機器に触れたりする必要がない。そのため指紋採取や網膜スキャンに抵抗がある人にも受け入れられやすい。
- 虹彩の直径を200ピクセルで表しているデジタル写真があれば、指紋と同程度の識別能力がある。
- 現在使われている唯一の虹彩認識技術である John G. Daugman のIrisCode アルゴリズムは、非常に誤認率が低い（10-11以下）。アラブ首長国連邦の出入国手続きでは、2000億通りの組合せのマッチングがすでに行われているが、別人を間違って同一と判定した例はない。[3]
- 手術などで虹彩の色や形状を変えることはあるが、虹彩の模様はそれでも変化することは（ほとんど）ない。30年経過したテンプレートで一致した例もある。

## 欠点
- 虹彩認識は比較的新しい技術であり、既に指紋などを生体認証に利用している場合、新たな投資や場合によっては法律の改正（出入国手続きなどの場合）が必要となる。
- 数メートル以上離れると、虹彩認識は困難となるし、人間が頭を動かしていたり、カメラに目を向けていないといけない。
- 他の画像を利用した生体認証と同様、虹彩認識は画像の品質が悪いとうまく働かない[4]。
- 他のID基盤（IDカードなど）と同様、政府が虹彩認識を利用して国民の人権を侵害しようとしているとする運動家もいる。
- 急所である目に直接光を当てる行為は認識者にとってリスキーであり、悪意をもって認識器に細工をされると非常に危険になってしまう。

## セキュリティ上の問題
他の生体認証技術と同様、虹彩認識でも十分に解決したとは言えない問題がある。それは、対象が生きた細胞かどうかの判定である。例えば、市販の虹彩認識システムは、人間の目の高精細画像（写真）を使うと簡単に騙すことができる。だから、それをコンタクトレンズに印刷すればよい。従って、ドアの鍵の代わりに虹彩認識システムだけを設置するのは、セキュリティ上大いに問題がある。
このような問題を解決する方法として、以下のような手段が提案されている。
- 認証中は周囲の照明を変化させ、明るくする。すると画像には瞳孔からの反射も撮影される（赤目効果）。照明の状態によってその反射が決まってくるので、偽の写真かどうかが判定できる。
- 虹彩画像の2次元空間的周波数スペクトルを解析する。すると、デジタル写真を印刷した場合のディザパターンがピークとなって現れるので、偽かどうかがわかる。
- 分光器を使って生体細胞かどうかを判定する。
- 瞳の自然な動きをするかどうかを観察する（文章を読ませて、瞳の動きを観察するなど）。
- 目の3次元画像化をしたときの虹彩と目の他の部分との位置関係を検証する。

ドイツのBSIは2004年の報告書で、対象が生きているかどうか判定できる商用虹彩認識システムは存在しないとされていた。実際、上に挙げたような手法では、登録されている人を認識できない確率が大きくなる。

## 利用例

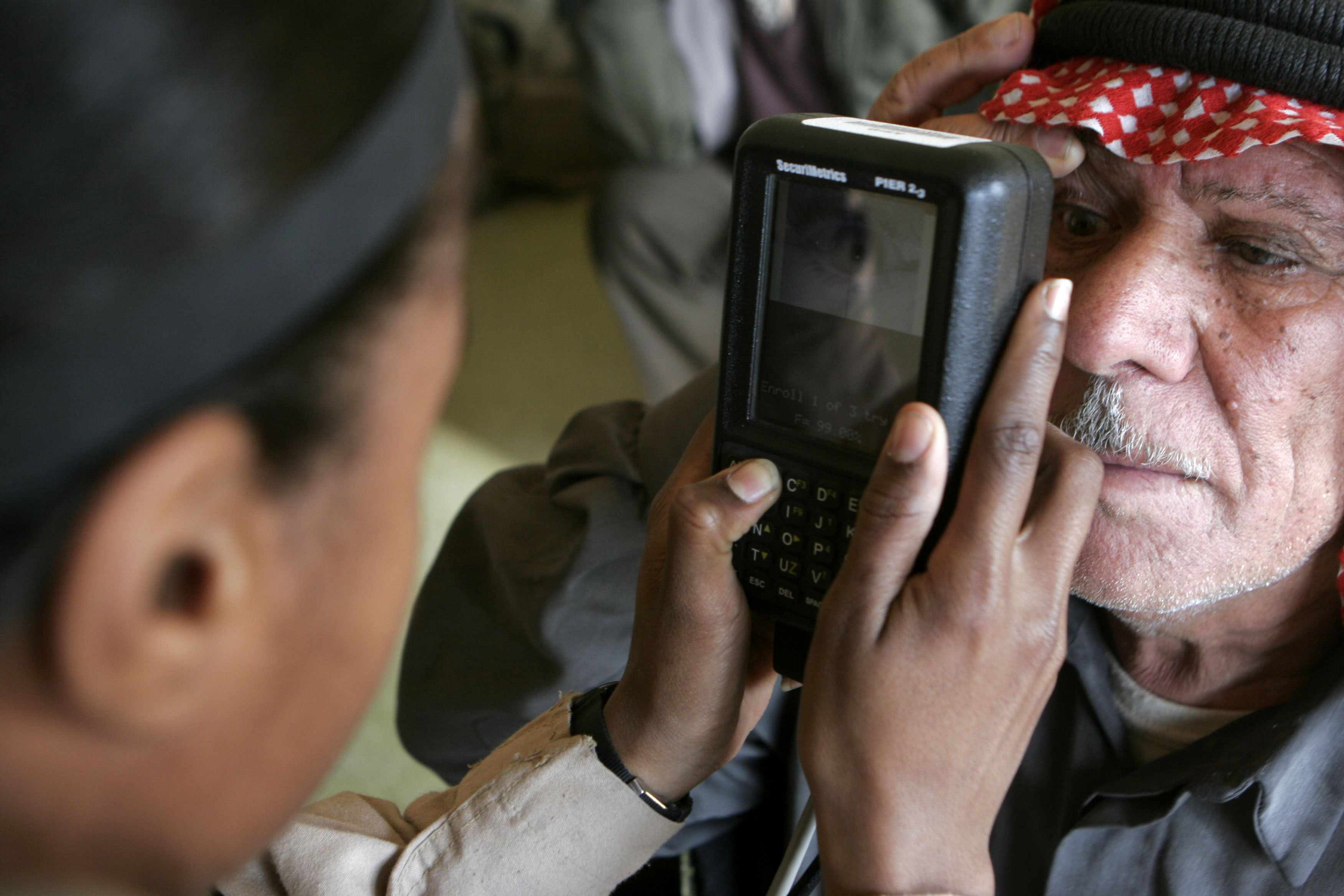
アメリカ海兵隊の軍曹が虹彩スキャナを使っている様子

- ICAO（国際民間航空機関）は、将来のパスポートの生体認証の国際標準の1つとした。他には、指紋と顔認識も挙げられている。
- オランダのアムステルダム・スキポール空港では、2001年から虹彩認識を使ったパスポート無しの出入国手続きが行われている。
- アラブ首長国連邦では、2001年から17箇所の陸海空の全ての国境審査に虹彩認識を利用している。[5]
- イギリスでも虹彩認識による出入国手続きが行われている。[6]
- ナショナルジオグラフィック協会の写真家 スティーヴ・マッカリー は、アフガンの少女のモデルとなったシャーバート・グーラー(Sharbat Gula) を捜し求め、虹彩認識を使って本人確認をした。[7][8]
- 北米のいくつかの空港では、NEXUS プログラムの一部として入国審査に虹彩認識が用意されている。
- カナダのいくつかの空港では、CANPASS Air プログラムの一部として入国審査に虹彩認識が使用されている。

## フィクションにおける虹彩認識
- スティーヴン・スピルバーグの2002年の映画『マイノリティ・リポート』では、虹彩認識が日常化した世界が描かれている。そのため、主人公はIDをごまかすために眼球移植手術を受ける。